# 中川陽介
中川 陽介（なかがわ ようすけ、1961年 - ）は、日本の映画監督。東京都生まれ。

## 来歴
武蔵大学経済学部を卒業後、1984年、出版社SSCに就職。若者向けの雑誌編集部でデスクとして活躍し、また、FMラジオ番組やビデオプログラムの監督、プロデュースを行う。
1995年、SSCを退社し、自ら東風創作社を設立（現・株式会社大風）。
1997年に『青い魚』で映画監督としてデビュー。本作品は1998年ベルリン映画祭ヤングフィルムフォーラム正式招待作品に選ばれる。以後、数々の世界の映画祭に招待、上映され、日本では東京・渋谷のユーロスペースにて公開された。
2作目となる『Departure』でも自ら脚本を手掛け、1999年、サンダンス・NHK国際映像作家賞優秀賞を獲得。また、本作品も『青い魚』に引き続き、2001年ベルリン映画祭ヤングフィルムフォーラム正式招待作品に選ばれるという快挙を成し遂げた。
2005年には『真昼ノ星空』がベルリン国際映画祭のヤングフォーラム部門に正式出品された。
2023年、映画『コザママ♪うたって！コザのママさん！！』を監督。同作は第15回沖縄国際映画祭に正式出品される。

## 作品

### 映画など
- 青い魚（1998年、監督・脚本）
- メダロット魂（1999年、シリーズ構成）
- Departure（2000年、監督・脚本）
- Fire!ファイアー（2002年、監督）
- 真昼ノ星空（2004年、監督・脚本）
- 群青 愛が沈んだ海の色（2009年、監督・脚本）
- やくそく（2021年、短編集。監督・脚本）
- コザママ♪うたって！コザのママさん！！（2023年、共同脚本、監督）

なお、『メダロット魂』のみTVアニメである。そのほかはすべて映画となる。
『Fire!』までの4本全ての長編作品の舞台を街並みに愛着、ノスタルジーを感じるという沖縄においている。
本人はデビュー作から『真昼ノ星空』までは3部作ともいうべき繋がりを持っていると語っている。
　・探偵新垣ジョージ（2018年、総監督・脚本。短編集）
　・のぶゆきと母ちゃん（2019年、監督・脚本。短編）
　・笑顔の理由（2019年、監督・脚本。短編）
　・やくそく（2020年。監督・脚本。短編）

### 小説
- 唐船ドーイ（沖縄タイムス文芸業書）
暗号、少年との交流、謎の人物などハードボイルドの定石を踏まえながら軽やかな文章で展開されていく第44回新沖縄文学賞（2018年）受賞作。同じ主人公が登場する「娘ジントーヨー」に、南山王を描いた歴史小説も収録。
- 一九の春（沖縄タイムス文芸業書）
「唐船ドーイ」の主人公、私立探偵・新垣ジョージのその後の活躍を描く。二つの“事件”が並行し、スタイリッシュな会話とともに、コザ、那覇、宮古とそれぞれ雰囲気の異なった街を舞台にするという意欲作。
- 短編小説「笑顔の理由」で第69回地上文学賞受賞

## 評価
『青い魚』『Departure』『真昼ノ星空』がベルリン国際映画祭で一定の評価を得ている。国内では、東京、名古屋、大阪、京都、那覇などの単館系映画館で公開されている。「コザママ♪　 歌って！コザのママさん‼︎」は映画芸術2024年度日本映画ベスト・ワースト映画でベスト41位に選ばれた。

## 親族
祖父は画家の中川一政。おじに演出家の中川晴之助、従妹に女優の中川安奈。